# Handball-Weltmeisterschaft der Männer 2011/Gruppe C
Dies sind die Spielergebnisse der Gruppe C der Handball-Weltmeisterschaft der Männer 2011.
| 14. Januar 2011 | 14. Januar 2011 | 14. Januar 2011 | 14. Januar 2011 | 14. Januar 2011 |
| --------------- | --- | --- | --- | --- |
| 18:00 Uhr       | Kroatien | – | Rumänien | 27:21 (11:13) |
| Tore:           | Strlek (8/3), Zrnic (4), Balic (4), Vukovic (3), Buntic (2), Lackovic (2), T. Valcic (2), Vori (2) – Stamate (7), Florea (5/3), Jurcă (2), Fenici (2), Șimicu (1), Ghionea (1), Sadoveac (1), Novanc (1), Mureșan (1) | Strlek (8/3), Zrnic (4), Balic (4), Vukovic (3), Buntic (2), Lackovic (2), T. Valcic (2), Vori (2) – Stamate (7), Florea (5/3), Jurcă (2), Fenici (2), Șimicu (1), Ghionea (1), Sadoveac (1), Novanc (1), Mureșan (1) | Strlek (8/3), Zrnic (4), Balic (4), Vukovic (3), Buntic (2), Lackovic (2), T. Valcic (2), Vori (2) – Stamate (7), Florea (5/3), Jurcă (2), Fenici (2), Șimicu (1), Ghionea (1), Sadoveac (1), Novanc (1), Mureșan (1) | Strlek (8/3), Zrnic (4), Balic (4), Vukovic (3), Buntic (2), Lackovic (2), T. Valcic (2), Vori (2) – Stamate (7), Florea (5/3), Jurcă (2), Fenici (2), Șimicu (1), Ghionea (1), Sadoveac (1), Novanc (1), Mureșan (1) |
|                 | Malmö – 4000 Zuschauer – Schiedsrichter: Lazaar / Reveret (Frankreich) | | | |
| 20:15 Uhr       | Dänemark | – | Australien | 47:12 (21:08) |
| Tore:           | Mogensen (6), M. Christiansen (4), Boesen (1), L. Christiansen (5/3), Eggert-Jensen (0/1), Nøddesbo (4), Svan-Hansen (4), Lindberg (7), Toft-Hansen (3), Sønergaard-Sarup (4), Hansen (4) – Calvert (4), Fletcher (2), Hedges (1), Kelly (2), Parmenter (2), Matic (1)                                                                         | Mogensen (6), M. Christiansen (4), Boesen (1), L. Christiansen (5/3), Eggert-Jensen (0/1), Nøddesbo (4), Svan-Hansen (4), Lindberg (7), Toft-Hansen (3), Sønergaard-Sarup (4), Hansen (4) – Calvert (4), Fletcher (2), Hedges (1), Kelly (2), Parmenter (2), Matic (1)                                                                         | Mogensen (6), M. Christiansen (4), Boesen (1), L. Christiansen (5/3), Eggert-Jensen (0/1), Nøddesbo (4), Svan-Hansen (4), Lindberg (7), Toft-Hansen (3), Sønergaard-Sarup (4), Hansen (4) – Calvert (4), Fletcher (2), Hedges (1), Kelly (2), Parmenter (2), Matic (1)                                                                         | Mogensen (6), M. Christiansen (4), Boesen (1), L. Christiansen (5/3), Eggert-Jensen (0/1), Nøddesbo (4), Svan-Hansen (4), Lindberg (7), Toft-Hansen (3), Sønergaard-Sarup (4), Hansen (4) – Calvert (4), Fletcher (2), Hedges (1), Kelly (2), Parmenter (2), Matic (1)                                                                         |
|                 | Malmö – 6643 Zuschauer – Schiedsrichter: Marina / Minore (Argentinien) | | | |
| 20:45 Uhr       | Serbien | – | Algerien | 25:24 (13:09) |
| Tore:           | Vujin (6/1), Prodanovic (4), Stojkovic (4), Nikcevic (3), Sesum (2), Ilic (2), Markovic (2), Vuckovic (2) – Berkous (7), Boultif (3), Berriah (3), Daoud (3), Hamad (2), Zouaoui (1), Cheikh (1), Boudrali (1), Labane (1), Layadi (1), Mokrani (1)                                                                                            | Vujin (6/1), Prodanovic (4), Stojkovic (4), Nikcevic (3), Sesum (2), Ilic (2), Markovic (2), Vuckovic (2) – Berkous (7), Boultif (3), Berriah (3), Daoud (3), Hamad (2), Zouaoui (1), Cheikh (1), Boudrali (1), Labane (1), Layadi (1), Mokrani (1)                                                                                            | Vujin (6/1), Prodanovic (4), Stojkovic (4), Nikcevic (3), Sesum (2), Ilic (2), Markovic (2), Vuckovic (2) – Berkous (7), Boultif (3), Berriah (3), Daoud (3), Hamad (2), Zouaoui (1), Cheikh (1), Boudrali (1), Labane (1), Layadi (1), Mokrani (1)                                                                                            | Vujin (6/1), Prodanovic (4), Stojkovic (4), Nikcevic (3), Sesum (2), Ilic (2), Markovic (2), Vuckovic (2) – Berkous (7), Boultif (3), Berriah (3), Daoud (3), Hamad (2), Zouaoui (1), Cheikh (1), Boudrali (1), Labane (1), Layadi (1), Mokrani (1)                                                                                            |
|                 | Lund – 1275 Zuschauer – Schiedsrichter: Al-Marzouqi / Al-Nuaimi (V. A. Emirate) | | | |
| 16. Januar 2011 | | | | |
| 18:00 Uhr       | Australien | – | Serbien | 18:35 (08:16) |
| Tore:           | Fletcher (5/2), Stojanovic (4), Calvert (3/1), Parmenter (2), Matic (2), Kelly (1), Subotic (1) – Vujin (7/1), Rnic (5), Stankovic (5), Ilic (4/1), Nikcevic (3), Markovic (3), Sesum (2), Stojkovic (2), Toskic (1), Prodanovic (1), Vilovski (1), Vuckovic (1)                                                                               | Fletcher (5/2), Stojanovic (4), Calvert (3/1), Parmenter (2), Matic (2), Kelly (1), Subotic (1) – Vujin (7/1), Rnic (5), Stankovic (5), Ilic (4/1), Nikcevic (3), Markovic (3), Sesum (2), Stojkovic (2), Toskic (1), Prodanovic (1), Vilovski (1), Vuckovic (1)                                                                               | Fletcher (5/2), Stojanovic (4), Calvert (3/1), Parmenter (2), Matic (2), Kelly (1), Subotic (1) – Vujin (7/1), Rnic (5), Stankovic (5), Ilic (4/1), Nikcevic (3), Markovic (3), Sesum (2), Stojkovic (2), Toskic (1), Prodanovic (1), Vilovski (1), Vuckovic (1)                                                                               | Fletcher (5/2), Stojanovic (4), Calvert (3/1), Parmenter (2), Matic (2), Kelly (1), Subotic (1) – Vujin (7/1), Rnic (5), Stankovic (5), Ilic (4/1), Nikcevic (3), Markovic (3), Sesum (2), Stojkovic (2), Toskic (1), Prodanovic (1), Vilovski (1), Vuckovic (1)                                                                               |
|                 | Malmö – Zuschauer – Schiedsrichter: Karbas-Chi / Kolahdouzan (Iran) | | | |
| 20:00 Uhr       | Algerien | – | Kroatien | 15:26 (11:11) |
| Tore:           | Berkous (4), Boultif (4), Zouaoui (3/1), Labane (2/1), Hamad (1), Mokrani (1) – Balic (6), Vukovic (5), Lackovic (4), Vori (4), Zrnic (2), Nincevic (2), Matulic (1), Buntic (1), Valcic (1) | Berkous (4), Boultif (4), Zouaoui (3/1), Labane (2/1), Hamad (1), Mokrani (1) – Balic (6), Vukovic (5), Lackovic (4), Vori (4), Zrnic (2), Nincevic (2), Matulic (1), Buntic (1), Valcic (1) | Berkous (4), Boultif (4), Zouaoui (3/1), Labane (2/1), Hamad (1), Mokrani (1) – Balic (6), Vukovic (5), Lackovic (4), Vori (4), Zrnic (2), Nincevic (2), Matulic (1), Buntic (1), Valcic (1) | Berkous (4), Boultif (4), Zouaoui (3/1), Labane (2/1), Hamad (1), Mokrani (1) – Balic (6), Vukovic (5), Lackovic (4), Vori (4), Zrnic (2), Nincevic (2), Matulic (1), Buntic (1), Valcic (1) |
|                 | Lund – 1943 Zuschauer – Schiedsrichter: Menezes / Aparecdio Pinto (Brasilien) | | | |
| 20:15 Uhr       | Rumänien | – | Dänemark | 30:39 (16:17) |
| Tore:           | Florea (7/4), Muresan (5), Ghionea (4), Șimicu (3), Jurca (3), I. Stamate (2), Novanc (2), A. Stamate (2), Toma (1), Fenici (1) – L. Christiansen (6/3), Lindberg (5), Søndergaard Sarup (5), Eggert Jensen (4/1), Mogensen (3), Svan Hansen (3), Hansen (3), M. Christiansen (2), Boesen (2), Spellerberg (2), Nøddesbo (2), Toft Hansen (2). | Florea (7/4), Muresan (5), Ghionea (4), Șimicu (3), Jurca (3), I. Stamate (2), Novanc (2), A. Stamate (2), Toma (1), Fenici (1) – L. Christiansen (6/3), Lindberg (5), Søndergaard Sarup (5), Eggert Jensen (4/1), Mogensen (3), Svan Hansen (3), Hansen (3), M. Christiansen (2), Boesen (2), Spellerberg (2), Nøddesbo (2), Toft Hansen (2). | Florea (7/4), Muresan (5), Ghionea (4), Șimicu (3), Jurca (3), I. Stamate (2), Novanc (2), A. Stamate (2), Toma (1), Fenici (1) – L. Christiansen (6/3), Lindberg (5), Søndergaard Sarup (5), Eggert Jensen (4/1), Mogensen (3), Svan Hansen (3), Hansen (3), M. Christiansen (2), Boesen (2), Spellerberg (2), Nøddesbo (2), Toft Hansen (2). | Florea (7/4), Muresan (5), Ghionea (4), Șimicu (3), Jurca (3), I. Stamate (2), Novanc (2), A. Stamate (2), Toma (1), Fenici (1) – L. Christiansen (6/3), Lindberg (5), Søndergaard Sarup (5), Eggert Jensen (4/1), Mogensen (3), Svan Hansen (3), Hansen (3), M. Christiansen (2), Boesen (2), Spellerberg (2), Nøddesbo (2), Toft Hansen (2). |
|                 | Malmö – Zuschauer – Schiedsrichter: Badura / Ondogrecula (Slowakei) | | | |
| 17. Januar 2011 | | | | |
| 18:00 Uhr       | Kroatien | – | Australien | 42:15 (19:09) |
| Tore:           | Musa (8), Matulic (7/2), Buntic (7/1), Zrnic (4/1), Vukovic (4), Strlek (3/2), Nincevic (3), Lackovic (2), Balic (1), Duvnjak (1), Vori (1), Gojun (1) – Calvert (3/1), Fletcher (3/1), Subotic (3), Matic (2), Stojanovic (1), Blondell (1), Hoppner (1), Parmenter (1).                                                                      | Musa (8), Matulic (7/2), Buntic (7/1), Zrnic (4/1), Vukovic (4), Strlek (3/2), Nincevic (3), Lackovic (2), Balic (1), Duvnjak (1), Vori (1), Gojun (1) – Calvert (3/1), Fletcher (3/1), Subotic (3), Matic (2), Stojanovic (1), Blondell (1), Hoppner (1), Parmenter (1).                                                                      | Musa (8), Matulic (7/2), Buntic (7/1), Zrnic (4/1), Vukovic (4), Strlek (3/2), Nincevic (3), Lackovic (2), Balic (1), Duvnjak (1), Vori (1), Gojun (1) – Calvert (3/1), Fletcher (3/1), Subotic (3), Matic (2), Stojanovic (1), Blondell (1), Hoppner (1), Parmenter (1).                                                                      | Musa (8), Matulic (7/2), Buntic (7/1), Zrnic (4/1), Vukovic (4), Strlek (3/2), Nincevic (3), Lackovic (2), Balic (1), Duvnjak (1), Vori (1), Gojun (1) – Calvert (3/1), Fletcher (3/1), Subotic (3), Matic (2), Stojanovic (1), Blondell (1), Hoppner (1), Parmenter (1).                                                                      |
|                 | Malmö – Zuschauer – Schiedsrichter: Ondogrecula / Milosevic (Slowakei/Kroatien) | | | |
| 18:00 Uhr       | Rumänien | – | Algerien | 14:15 (10:08) |
| Tore:           | Ghionea (7), Florea (2/2), Novanc (2), I. Stamate (1), Fenici (1), Savenco (1) – Berkous (4), Boultif (4/1), Rahim (2), Labane (2), Hamad (1), Layadi (1), Mokrani (1) | Ghionea (7), Florea (2/2), Novanc (2), I. Stamate (1), Fenici (1), Savenco (1) – Berkous (4), Boultif (4/1), Rahim (2), Labane (2), Hamad (1), Layadi (1), Mokrani (1) | Ghionea (7), Florea (2/2), Novanc (2), I. Stamate (1), Fenici (1), Savenco (1) – Berkous (4), Boultif (4/1), Rahim (2), Labane (2), Hamad (1), Layadi (1), Mokrani (1) | Ghionea (7), Florea (2/2), Novanc (2), I. Stamate (1), Fenici (1), Savenco (1) – Berkous (4), Boultif (4/1), Rahim (2), Labane (2), Hamad (1), Layadi (1), Mokrani (1) |
|                 | Lund – 920 Zuschauer – Schiedsrichter: Abrahamsen / Kristiansen (Norwegen) | | | |
| 20:15 Uhr       | Dänemark | – | Serbien | 35:27 (16:14) |
| Tore:           | Hansen (11), Lindberg (7), Søndergaard Sarup (4), L. Christiansen (3), Eggert Jensen (3/1), Boesen (2), Toft Hansen (2), Lauge Schmidt (1), Nøddesbo (1), Nielsen (1) – Vujin (7), Ilic (4/3), Rnic (4), Toskic (2), Markovic (2), Prodanovic (2), Vuckovic (2), Sesum (1), Nikcevic (1), Bojinovic (1), Stojkovic (1)                         | Hansen (11), Lindberg (7), Søndergaard Sarup (4), L. Christiansen (3), Eggert Jensen (3/1), Boesen (2), Toft Hansen (2), Lauge Schmidt (1), Nøddesbo (1), Nielsen (1) – Vujin (7), Ilic (4/3), Rnic (4), Toskic (2), Markovic (2), Prodanovic (2), Vuckovic (2), Sesum (1), Nikcevic (1), Bojinovic (1), Stojkovic (1)                         | Hansen (11), Lindberg (7), Søndergaard Sarup (4), L. Christiansen (3), Eggert Jensen (3/1), Boesen (2), Toft Hansen (2), Lauge Schmidt (1), Nøddesbo (1), Nielsen (1) – Vujin (7), Ilic (4/3), Rnic (4), Toskic (2), Markovic (2), Prodanovic (2), Vuckovic (2), Sesum (1), Nikcevic (1), Bojinovic (1), Stojkovic (1)                         | Hansen (11), Lindberg (7), Søndergaard Sarup (4), L. Christiansen (3), Eggert Jensen (3/1), Boesen (2), Toft Hansen (2), Lauge Schmidt (1), Nøddesbo (1), Nielsen (1) – Vujin (7), Ilic (4/3), Rnic (4), Toskic (2), Markovic (2), Prodanovic (2), Vuckovic (2), Sesum (1), Nikcevic (1), Bojinovic (1), Stojkovic (1)                         |
|                 | Malmö – 8164 Zuschauer – Schiedsrichter: Lazaar / Reveret (Frankreich) | | | |
| 19. Januar 2011 | | | | |
| 18:00 Uhr       | Serbien | – | Kroatien | 24:24 (13:12) |
| Tore:           | Vujin (5), Nikcevic (7), Sesum (1), Bojinovic (2), Prodanovic (2), Rnic (3), Ilic (4/1) – Balic (4), Lackovic (2), Kopljar (2), Zmic (7/3), Strlek (1), Vori (8) | Vujin (5), Nikcevic (7), Sesum (1), Bojinovic (2), Prodanovic (2), Rnic (3), Ilic (4/1) – Balic (4), Lackovic (2), Kopljar (2), Zmic (7/3), Strlek (1), Vori (8) | Vujin (5), Nikcevic (7), Sesum (1), Bojinovic (2), Prodanovic (2), Rnic (3), Ilic (4/1) – Balic (4), Lackovic (2), Kopljar (2), Zmic (7/3), Strlek (1), Vori (8) | Vujin (5), Nikcevic (7), Sesum (1), Bojinovic (2), Prodanovic (2), Rnic (3), Ilic (4/1) – Balic (4), Lackovic (2), Kopljar (2), Zmic (7/3), Strlek (1), Vori (8) |
|                 | Malmö – 7269 Zuschauer – Schiedsrichter: Kristiansen / Abrahamsen (Norwegen) | | | |
| 20:15 Uhr       | Dänemark | – | Algerien | 26:19 (16:09) |
| Tore:           | Lauge (2), M. Hansen (5), Boesen (2), Svan Hansen (5), Eggert Jensen (2/1), Christiansen (3), Christiansen (2/1), Nöddesbo (4) – Rahim (3), Labane (2), Hamoud Ayat (2), Boultif (5/1), Berkous (3), Zouaoui (1), Mokrani (3) | Lauge (2), M. Hansen (5), Boesen (2), Svan Hansen (5), Eggert Jensen (2/1), Christiansen (3), Christiansen (2/1), Nöddesbo (4) – Rahim (3), Labane (2), Hamoud Ayat (2), Boultif (5/1), Berkous (3), Zouaoui (1), Mokrani (3) | Lauge (2), M. Hansen (5), Boesen (2), Svan Hansen (5), Eggert Jensen (2/1), Christiansen (3), Christiansen (2/1), Nöddesbo (4) – Rahim (3), Labane (2), Hamoud Ayat (2), Boultif (5/1), Berkous (3), Zouaoui (1), Mokrani (3) | Lauge (2), M. Hansen (5), Boesen (2), Svan Hansen (5), Eggert Jensen (2/1), Christiansen (3), Christiansen (2/1), Nöddesbo (4) – Rahim (3), Labane (2), Hamoud Ayat (2), Boultif (5/1), Berkous (3), Zouaoui (1), Mokrani (3) |
|                 | Malmö – 8830 Zuschauer – Schiedsrichter: Karbas-Chi / Kolahdouzan (Iran) | | | |
| 20:30 Uhr       | Australien | – | Rumänien | 14:29 (06:14) |
| Tore:           | Blondell (2), Calvert (7/4), Fletcher (2), Parmenter (1), Matic (2) – Florea (5/2), Stamate (2), Șimicu (4), Toma (2), Ghionea (3), Jurca (1), Csepreghi (1), Sabou (3), Stamate (2), Fenici (1), Savenco (3), Georgescu (2) | Blondell (2), Calvert (7/4), Fletcher (2), Parmenter (1), Matic (2) – Florea (5/2), Stamate (2), Șimicu (4), Toma (2), Ghionea (3), Jurca (1), Csepreghi (1), Sabou (3), Stamate (2), Fenici (1), Savenco (3), Georgescu (2) | Blondell (2), Calvert (7/4), Fletcher (2), Parmenter (1), Matic (2) – Florea (5/2), Stamate (2), Șimicu (4), Toma (2), Ghionea (3), Jurca (1), Csepreghi (1), Sabou (3), Stamate (2), Fenici (1), Savenco (3), Georgescu (2) | Blondell (2), Calvert (7/4), Fletcher (2), Parmenter (1), Matic (2) – Florea (5/2), Stamate (2), Șimicu (4), Toma (2), Ghionea (3), Jurca (1), Csepreghi (1), Sabou (3), Stamate (2), Fenici (1), Savenco (3), Georgescu (2) |
|                 | Lund – 800 Zuschauer – Schiedsrichter: Menezes / Aparecdio Pinto (Brasilien) | | | |
| 20. Januar 2011 | | | | |
| 18:00 Uhr       | Algerien | – | Australien | 27:18 (12:11) |
| Tore:           | Daoud (2/1), Hamoud Ayat (5), Boultif (1), Berkous (5), Rahim (2), Zouaoui (4/1), Hamad (5), Boudrali (3) – Hedges (1), Calvert (3/1), Fletcher (6), Groenintwoud (1), Subotic (1), Kelly (2), Parmenter (3), Thomas (1) | Daoud (2/1), Hamoud Ayat (5), Boultif (1), Berkous (5), Rahim (2), Zouaoui (4/1), Hamad (5), Boudrali (3) – Hedges (1), Calvert (3/1), Fletcher (6), Groenintwoud (1), Subotic (1), Kelly (2), Parmenter (3), Thomas (1) | Daoud (2/1), Hamoud Ayat (5), Boultif (1), Berkous (5), Rahim (2), Zouaoui (4/1), Hamad (5), Boudrali (3) – Hedges (1), Calvert (3/1), Fletcher (6), Groenintwoud (1), Subotic (1), Kelly (2), Parmenter (3), Thomas (1) | Daoud (2/1), Hamoud Ayat (5), Boultif (1), Berkous (5), Rahim (2), Zouaoui (4/1), Hamad (5), Boudrali (3) – Hedges (1), Calvert (3/1), Fletcher (6), Groenintwoud (1), Subotic (1), Kelly (2), Parmenter (3), Thomas (1) |
|                 | Malmö – 4960 Zuschauer – Schiedsrichter Al-Marzouqi / Al-Nuaimi (V. A. Emirate) | | | |
| 20:15 Uhr       | Kroatien | – | Dänemark | 29:34 (16:15) |
| Tore            | Lackovic (5), Duvnjak (2), Balic (1), Buntic (7), Strlek (3), Zmic (8/4), Vori (3) – M. Hansen (9), Söndergaard Sarup (10), Boesen (3), Lindberg (2), Svan Hansen (4), Eggert Jensen (1), Christiansen (1/1), Toft Hansen (2), Nöddesbo (2) | Lackovic (5), Duvnjak (2), Balic (1), Buntic (7), Strlek (3), Zmic (8/4), Vori (3) – M. Hansen (9), Söndergaard Sarup (10), Boesen (3), Lindberg (2), Svan Hansen (4), Eggert Jensen (1), Christiansen (1/1), Toft Hansen (2), Nöddesbo (2) | Lackovic (5), Duvnjak (2), Balic (1), Buntic (7), Strlek (3), Zmic (8/4), Vori (3) – M. Hansen (9), Söndergaard Sarup (10), Boesen (3), Lindberg (2), Svan Hansen (4), Eggert Jensen (1), Christiansen (1/1), Toft Hansen (2), Nöddesbo (2) | Lackovic (5), Duvnjak (2), Balic (1), Buntic (7), Strlek (3), Zmic (8/4), Vori (3) – M. Hansen (9), Söndergaard Sarup (10), Boesen (3), Lindberg (2), Svan Hansen (4), Eggert Jensen (1), Christiansen (1/1), Toft Hansen (2), Nöddesbo (2) |
|                 | Malmö – 11.307 Zuschauer – Schiedsrichter: Lazaar / Reveret (Frankreich) | | | |
| 20:30 Uhr       | Serbien | – | Rumänien | 28:38 (17:20) |
| Tore:           | Sesum (3), Curkovic, Ilic (6/2), Markovic (2), Nikcevic (2/1), Bojinovic (2), Vujin (4), Stankovic (3), Stojkovic (2), Toskic (1), Vuckovic (3) – Fenici (3), Florea (4/2), Ghionea (6), Jurca (2), Novanc (5), Toma (1), Savenco (2), Stamate (9), Muresan (6)                                                                                | Sesum (3), Curkovic, Ilic (6/2), Markovic (2), Nikcevic (2/1), Bojinovic (2), Vujin (4), Stankovic (3), Stojkovic (2), Toskic (1), Vuckovic (3) – Fenici (3), Florea (4/2), Ghionea (6), Jurca (2), Novanc (5), Toma (1), Savenco (2), Stamate (9), Muresan (6)                                                                                | Sesum (3), Curkovic, Ilic (6/2), Markovic (2), Nikcevic (2/1), Bojinovic (2), Vujin (4), Stankovic (3), Stojkovic (2), Toskic (1), Vuckovic (3) – Fenici (3), Florea (4/2), Ghionea (6), Jurca (2), Novanc (5), Toma (1), Savenco (2), Stamate (9), Muresan (6)                                                                                | Sesum (3), Curkovic, Ilic (6/2), Markovic (2), Nikcevic (2/1), Bojinovic (2), Vujin (4), Stankovic (3), Stojkovic (2), Toskic (1), Vuckovic (3) – Fenici (3), Florea (4/2), Ghionea (6), Jurca (2), Novanc (5), Toma (1), Savenco (2), Stamate (9), Muresan (6)                                                                                |
|                 | Lund – 860 Zuschauer – Schiedsrichter: Krstic / Ljubic (Slowenien) | | | |